# Свень (посёлок)
Свень (Свень-Центральная) — посёлок в Брянском районе Брянской области, административный центр Свенского сельского поселения.
Расположен в 7 км к югу от городской черты Брянска, в 4 км к югу от железнодорожной станции Свень.
Возник в 1920-х гг.; значительно вырос после начала добычи торфа (велась с 1934 года). С 1950 по 1997 год относился к категории посёлков городского типа.
Имеется отделение связи, сельская библиотека, средняя школа.

## Население
| 1959  | 1970  | 1979  | 1989  | 2002  | 2010  | 2012  |
| ----- | ----- | ----- | ----- | ----- | ----- | ----- |
| 3376  | ↗3689 | ↘3656 | ↗4027 | ↘3562 | ↘1190 | ↗1254 |
| 2013  |       |       |       |       |       |       |
| ↗1349 |       |       |       |       |       |       |

До 2007 года в состав посёлка входили все населённые пункты, ныне составляющие Свенское сельское поселение; этим объясняется значительная разница в данных по численности населения до и после 2007 года.